# ناثان س. بروكس
ناثان س. بروكس (بالإنجليزية: Nathan C. Brooks)‏ هو مدرس أمريكي، ولد في 12 أغسطس 1809 في مقاطعة سيسيل في الولايات المتحدة، وتوفي في 6 أكتوبر 1898 في فيلادلفيا في الولايات المتحدة.